# 厚底鞋

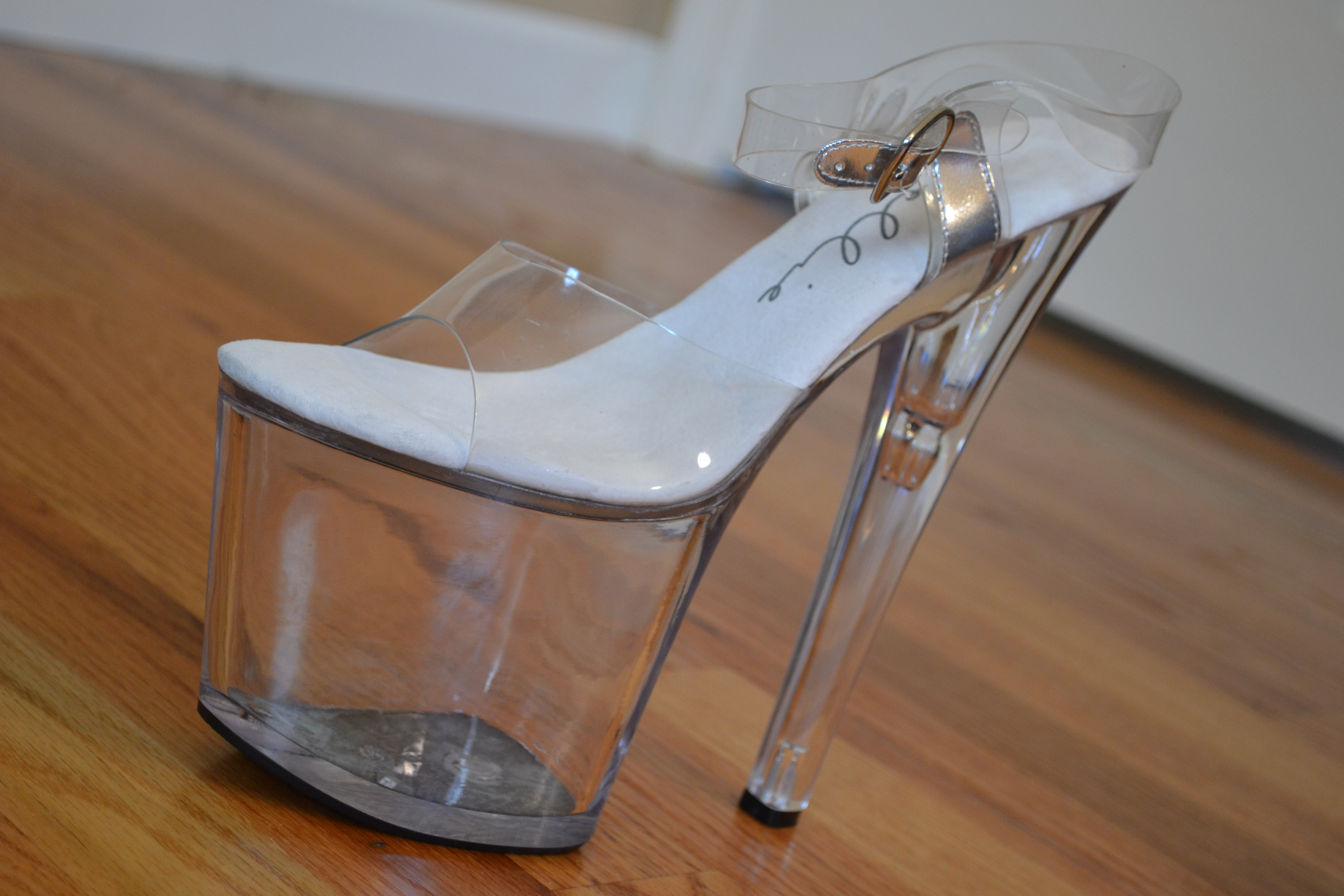
一雙8 in高的透明跟厚底鞋範例

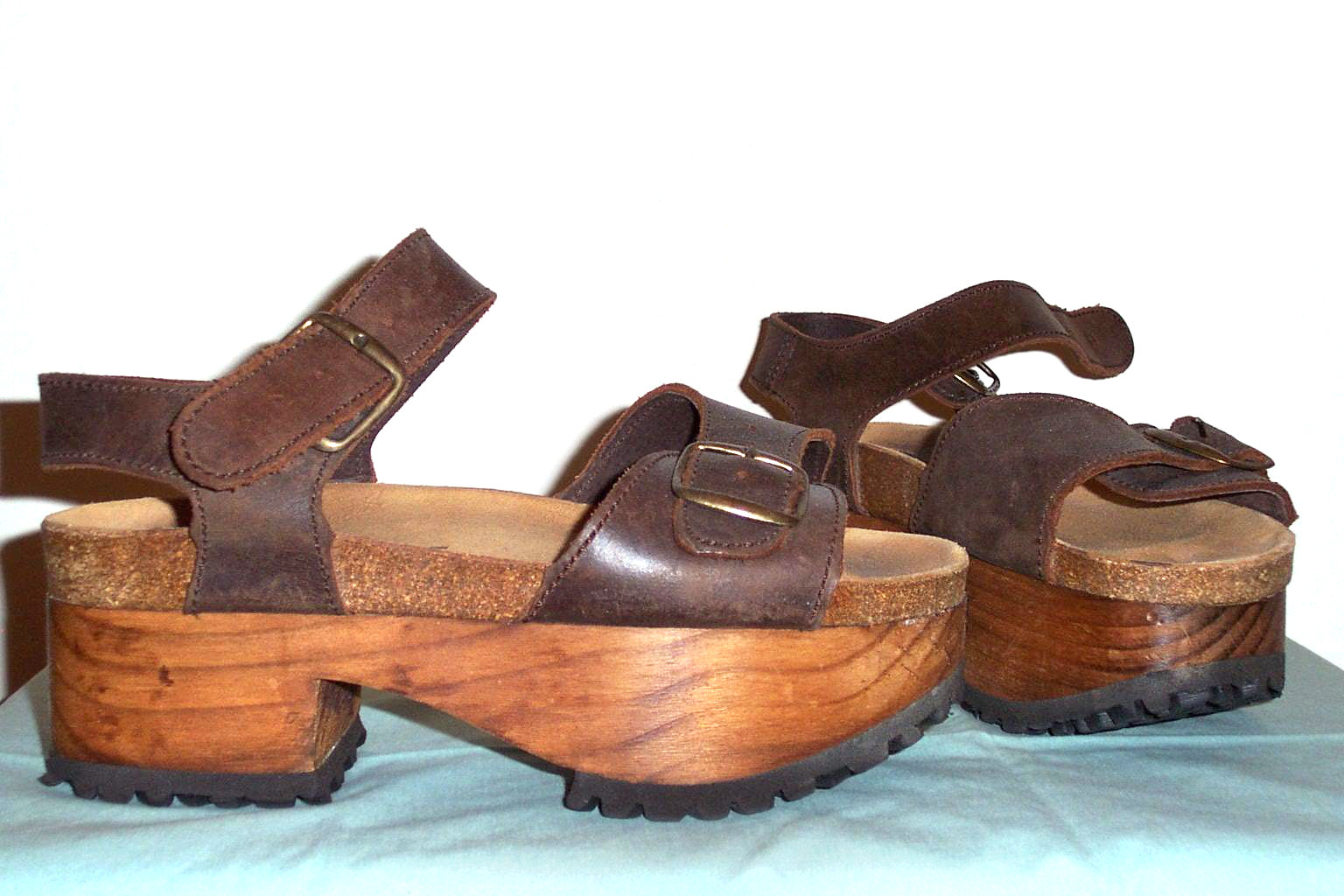
木底厚底涼鞋

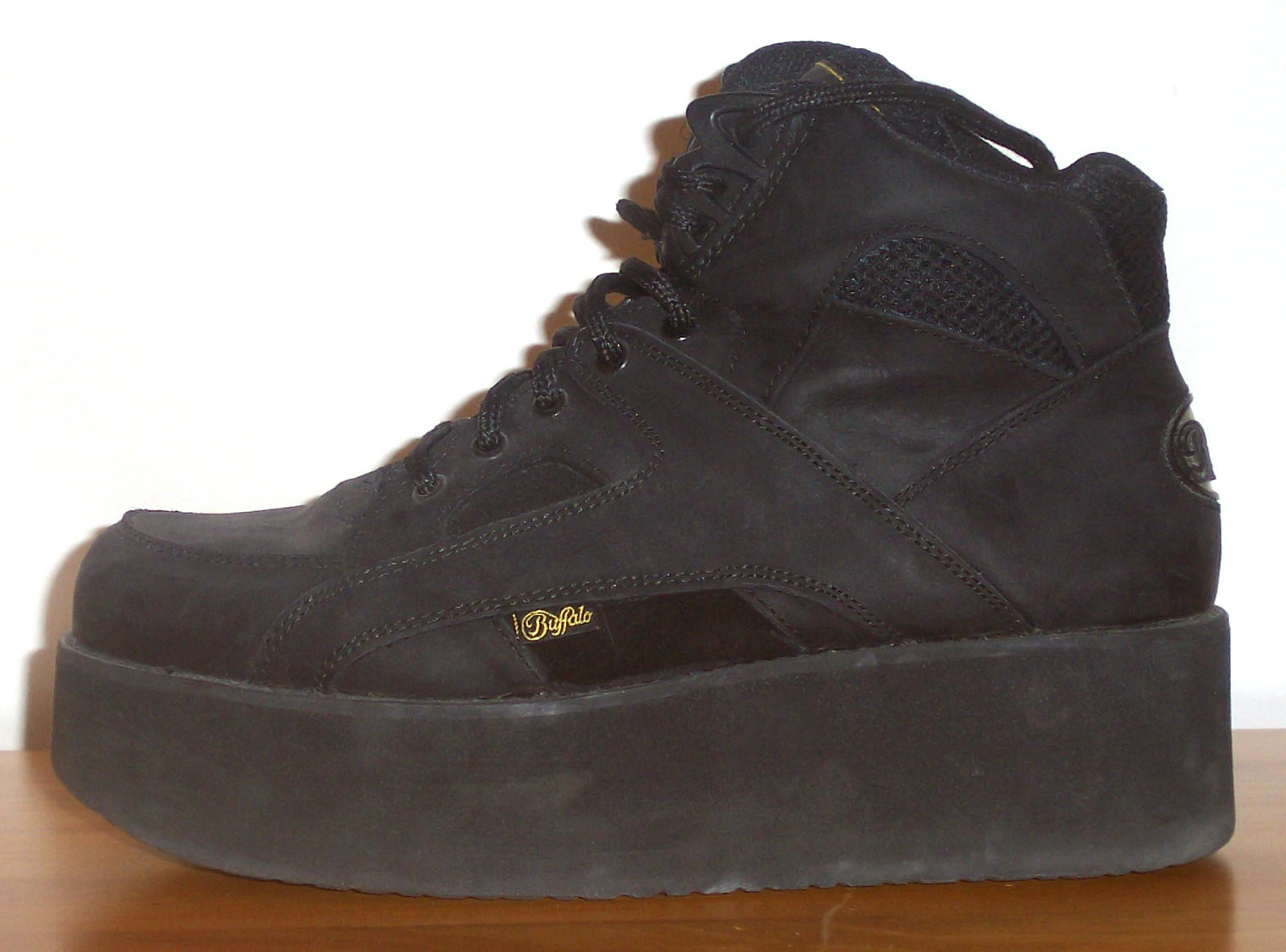
及踝厚底靴

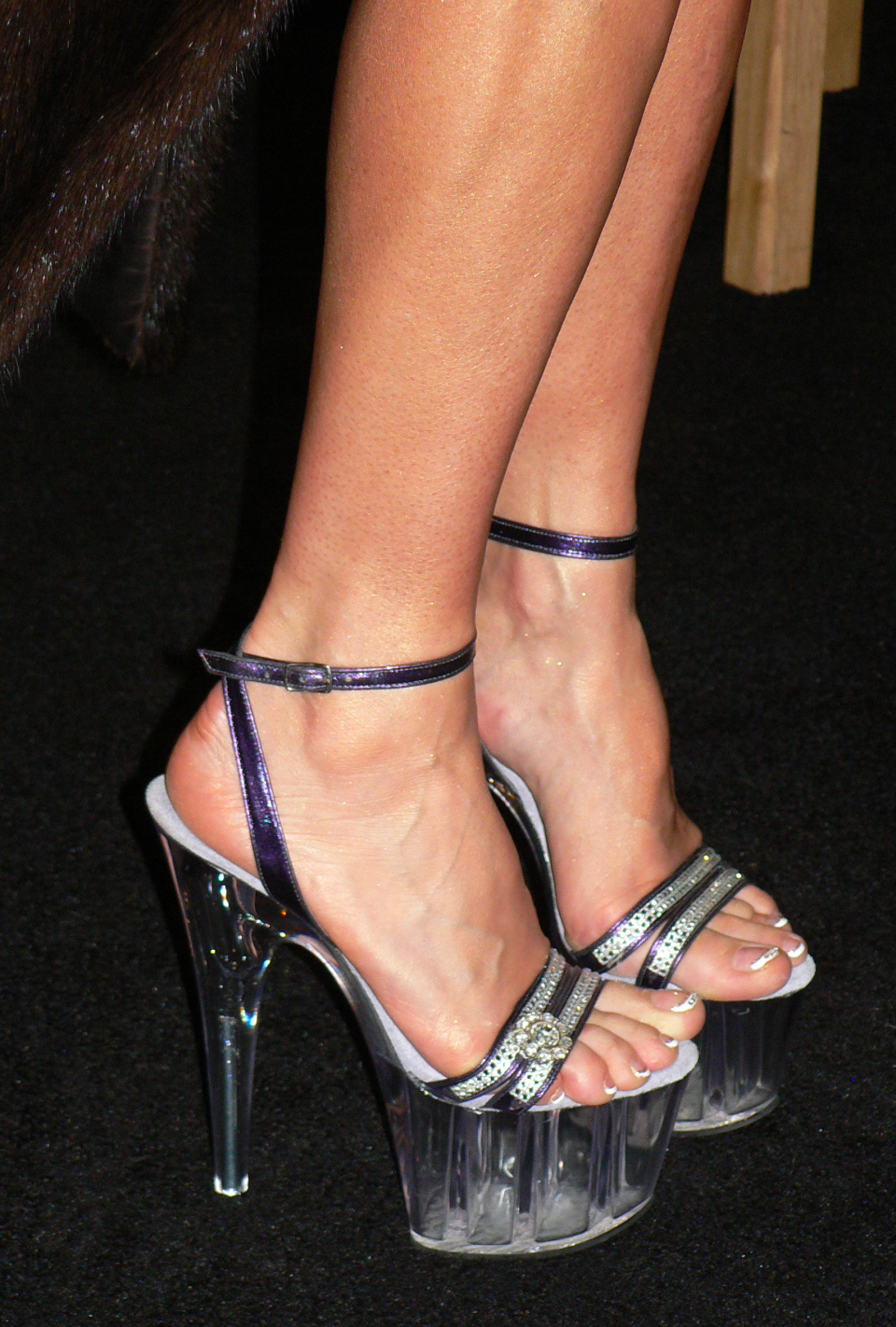
有機玻璃厚底鞋

厚底鞋（Platform shoes）是指鞋底厚度通常在5—10 cm（2—4英寸）範圍的鞋、靴或涼鞋。厚底鞋也可能搭配高跟鞋設計，此時鞋跟會明顯高於腳掌。在戀物靴如芭蕾靴中可見極端高度的鞋底與鞋跟，其中鞋底可達20 cm（8英寸），鞋跟甚至超過40 cm（16英寸）。厚底鞋的鞋底可能是均勻厚度，也可能採用楔形、獨立塊狀或細高跟設計。抬高腳踝會增加踝關節扭傷的風險。

## 歷史
厚底鞋存在於多種文化中。最著名的前身是15世紀威尼斯的Zoccoli木鞋，設計初衷是為避免路面積水時弄濕腳部。隨著流行趨勢變化，厚底鞋的普及程度時有起伏。1970年代在歐洲曾於兩性間廣泛流行，現今則主要受女性青睞。

### 古代

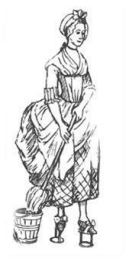
穿圓形套鞋的女僕：英格蘭1773年版畫《Piety in Pattens or Timbertoe on Tiptoe》

厚底鞋最早可見於古希臘戲劇中抬高重要角色身高的用途，16世紀倫敦的上流交際花也有類似穿著。18世紀歐洲稱為套鞋的厚底鞋被用於避開街道泥濘。日本下駄也有相同實用起源，可能與古羅馬厚底半筒靴存在關聯。另一種功能相似的厚底鞋是日本18世紀的「おこぼ」，這種木鞋因行走時聲響得名，是藝妓學徒的傳統鞋履。類似設計的黎巴嫩Kabkab鞋（14-17世紀）以天鵝絨/皮革製帶，木底鑲嵌珍珠銀飾。印度古代Paduka（意為「神之足印」）則是上流階層的身份象徵，木質鞋底常雕刻動物造型並以象牙裝飾。 中國古代男性穿著白布層疊厚底的黑靴，此樣式現仍用於京劇舞台。 清朝時期，滿族貴婦穿著花盆底鞋模仿漢族纏足女性的步態。

### 現代
厚底鞋在1930-1950年代於美國、歐洲和英國略有流行，但遠不及1960-1980年代的風靡程度。

#### 20世紀

##### 1930–1950年代

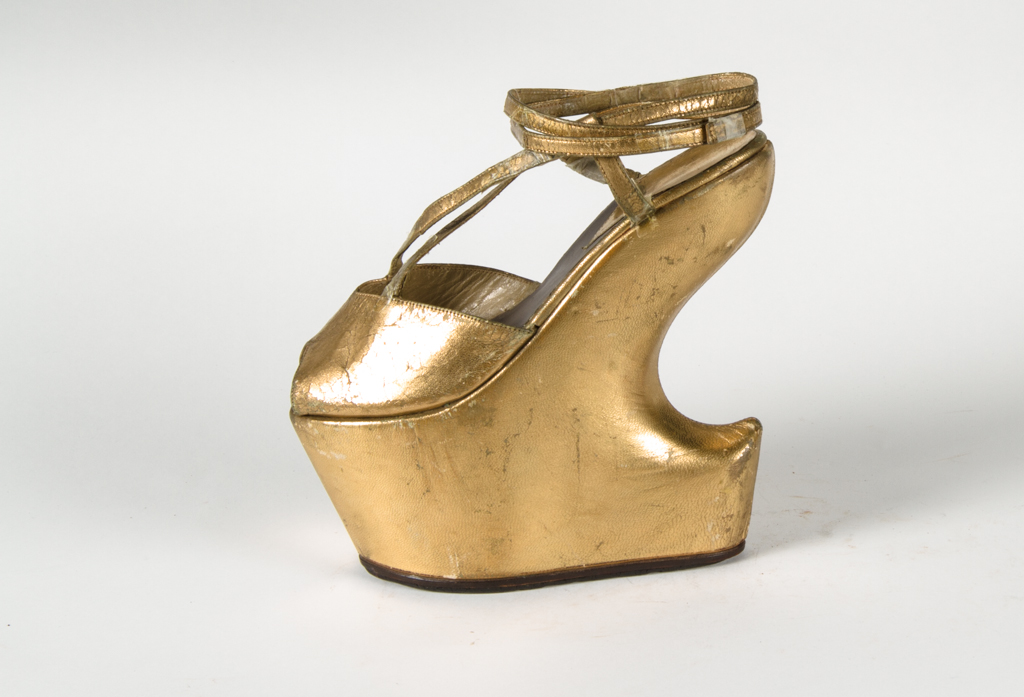
卡門·蜜蘭達在1940年代推動厚底鞋流行

1930年代初，猶太設計師Moshe Kimel為演員瑪琳·黛德麗設計首款現代厚底鞋。1938年，薩爾瓦托·菲拉格慕為歌手茱蒂·嘉蘭設計名為「彩虹」的楔型涼鞋，以金色羊皮製帶，軟木包麂皮鞋底，致敬其電影《綠野仙蹤》主題曲。 二戰期間因皮革配給制，設計師轉用木材與軟木替代。
1940年代的厚底鞋設計呈現高拱形，與強調輕盈感的細高跟形成對比，其厚重感更接近現代舞的踏地感。 1950年代優雅鞋型回歸，厚底鞋風潮暫歇。

##### 1960–1970年代
1967年，鞋匠羅傑·維威耶為伊夫·聖羅蘭春夏及秋冬系列設計多款厚底鞋，包括涼鞋與靴子。 1970年代初期，美國品牌Kork-Ease推出水牛皮帶配軟木楔跟的經典涼鞋，引發大量仿製。此時厚底鞋被視為「派對鞋」，迪斯可文化中常見鑲嵌閃光裝飾的誇張款式。
1972年，紐約設計師Carole Basetta製作訂製厚底鞋，客戶包含大衛·鮑伊及其化身吉基·星塵等華麗搖滾音樂人。

##### 1980–1990年代
1980年代後期，舒適型厚底運動鞋出現，使全年齡層女性接受此鞋型。1990年代初，英國設計師薇薇安·魏斯伍德重新將超高厚底鞋引入時尚圈，超模娜奧米·坎貝爾曾因穿著其設計的5寸厚底鞋在秀場跌倒。 1990年代末因英國組合辣妹合唱團頻繁穿著Buffalo品牌厚底運動鞋再度流行。

#### 21世紀
2004年伊夫·聖羅蘭推出的Tribute涼鞋因舒適厚底重掀熱潮。 2010年代末因復古風潮流行透明底「無形鞋」與穆勒鞋款厚底靴。

## 喜歡穿厚底鞋的名人
- 蓋瑞·格利特
- 詹姆斯·布朗
- 惡靈天皇樂團的丹尼·菲爾斯
- 女神卡卡於公開場合及演出時穿著
- 辣妹合唱團
- 亞莉安娜·格蘭德[18]
- 艾爾頓·強收藏大量厚底鞋並曾拍賣作慈善[19]
- 瑪麗蓮·曼森於《機械動物》宣傳期穿著
- 卡門·蜜蘭達
- 佛利伍麥克的史蒂薇·妮克斯
- 廚師西蒙·里默因長短腿問題長期穿著

## 圖集

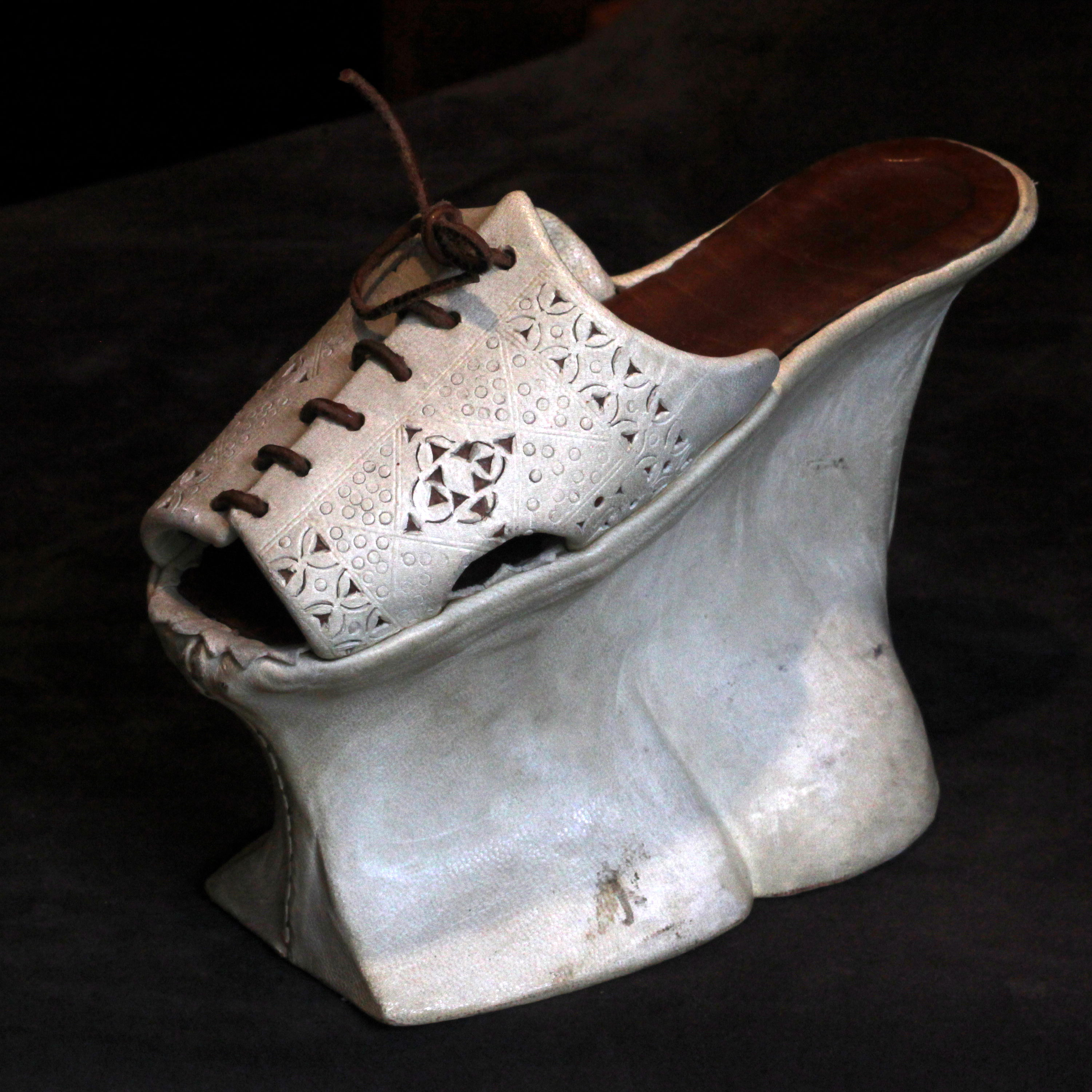
16世紀威尼斯軟木厚底鞋復製品，洛桑鞋履博物館藏
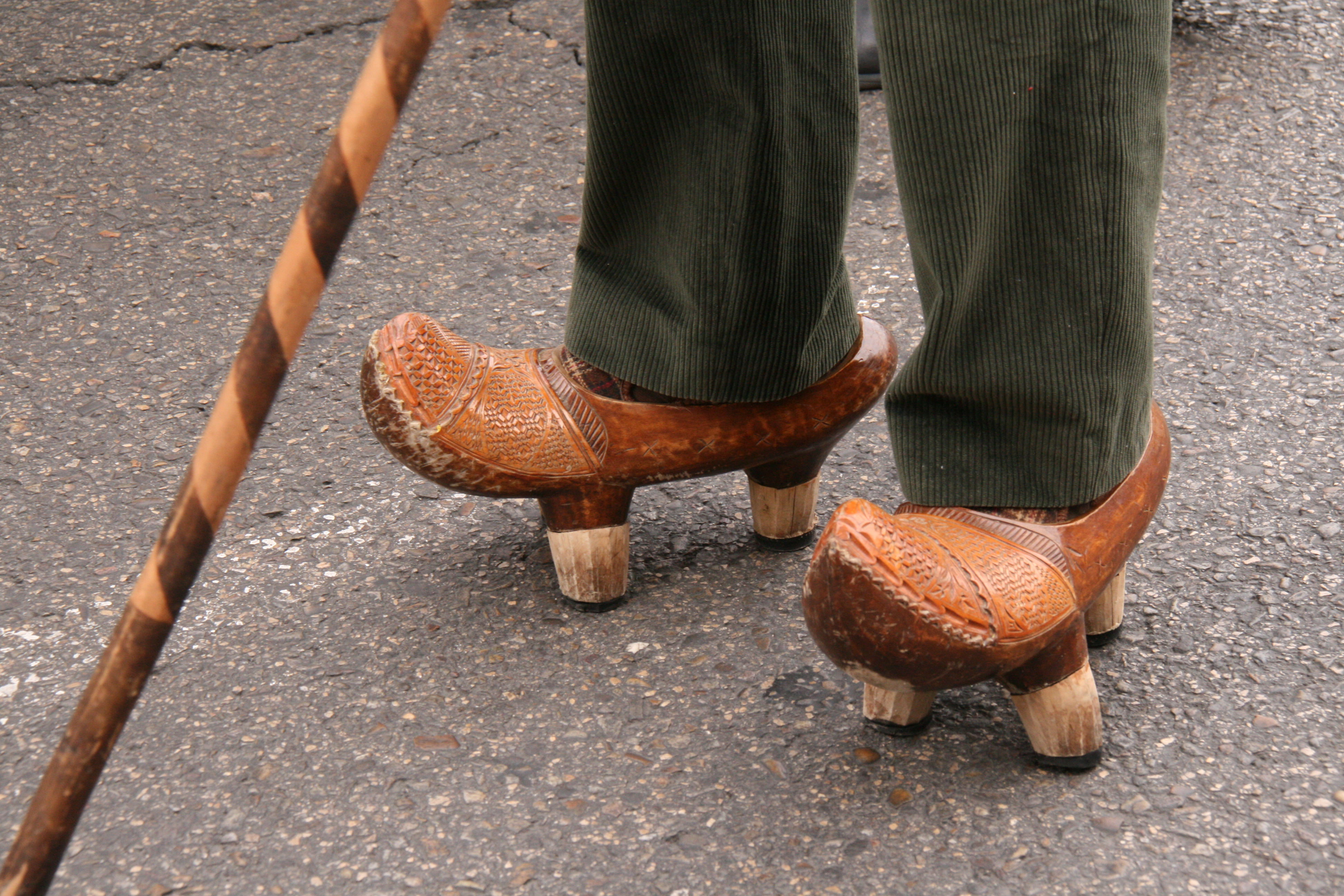
西班牙坎塔布里亞傳統木鞋Albarcas
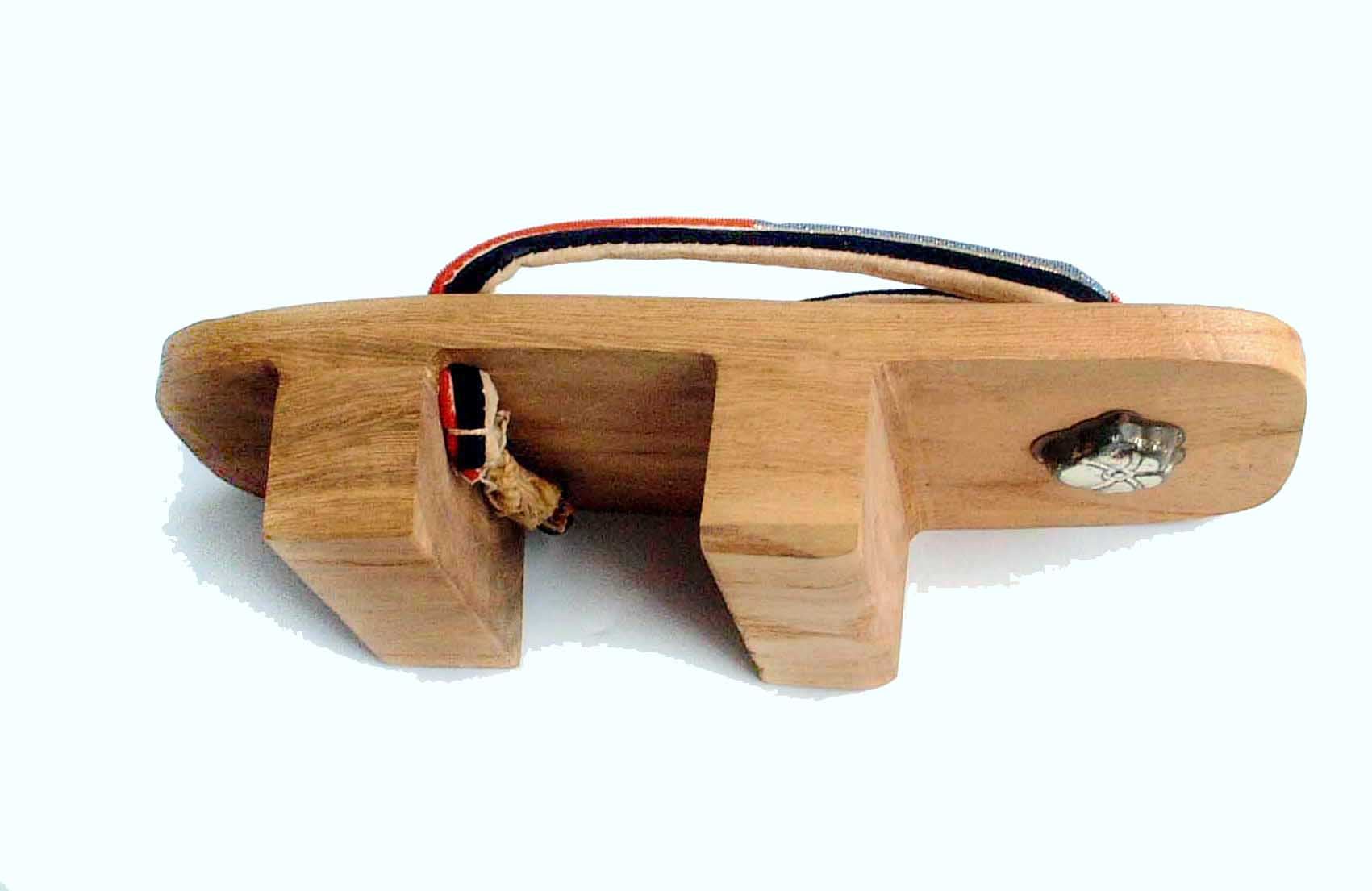
日本下駄底部齒狀結構
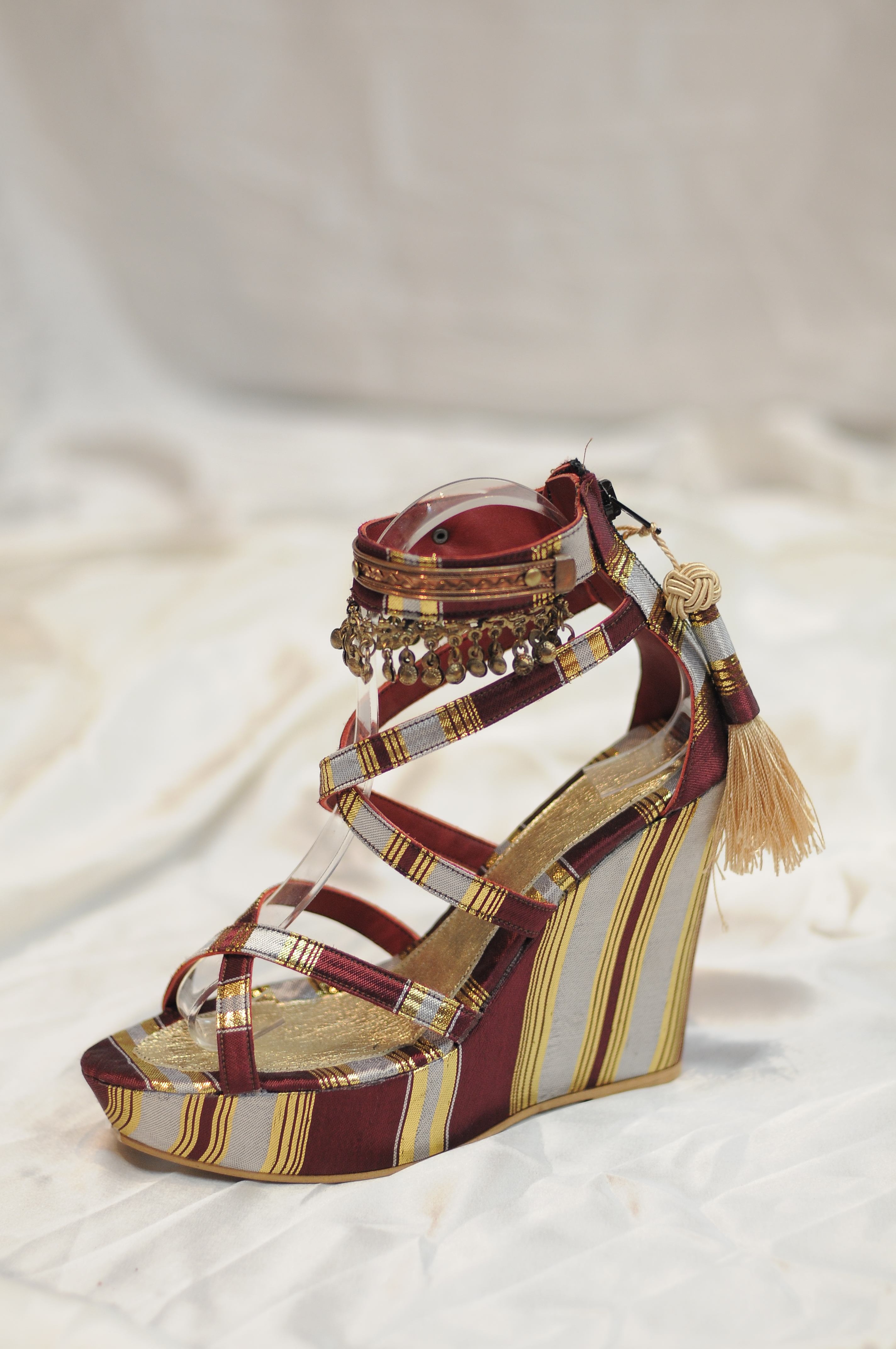
高楔型鞋範例
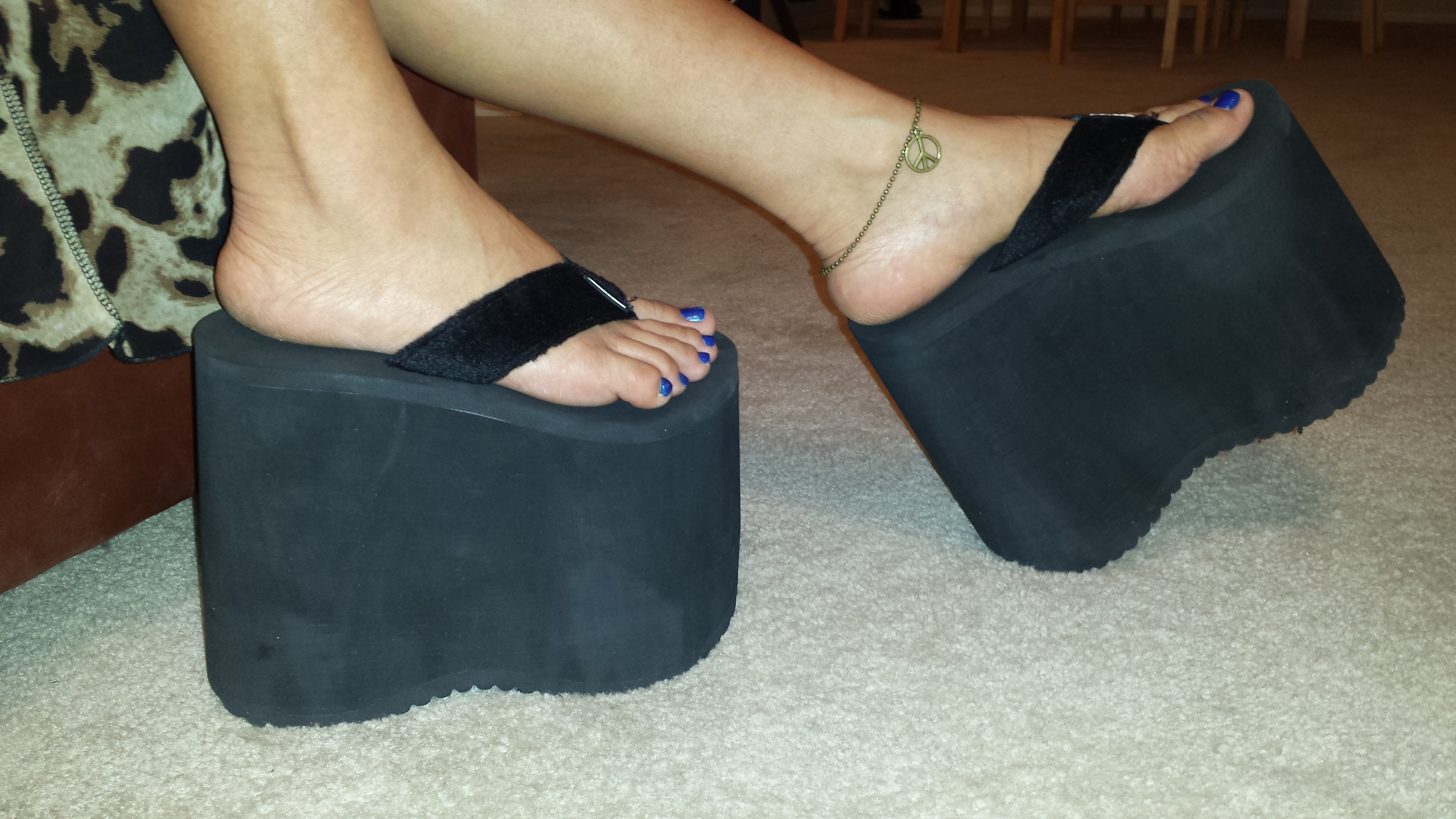
7寸厚底夾腳拖
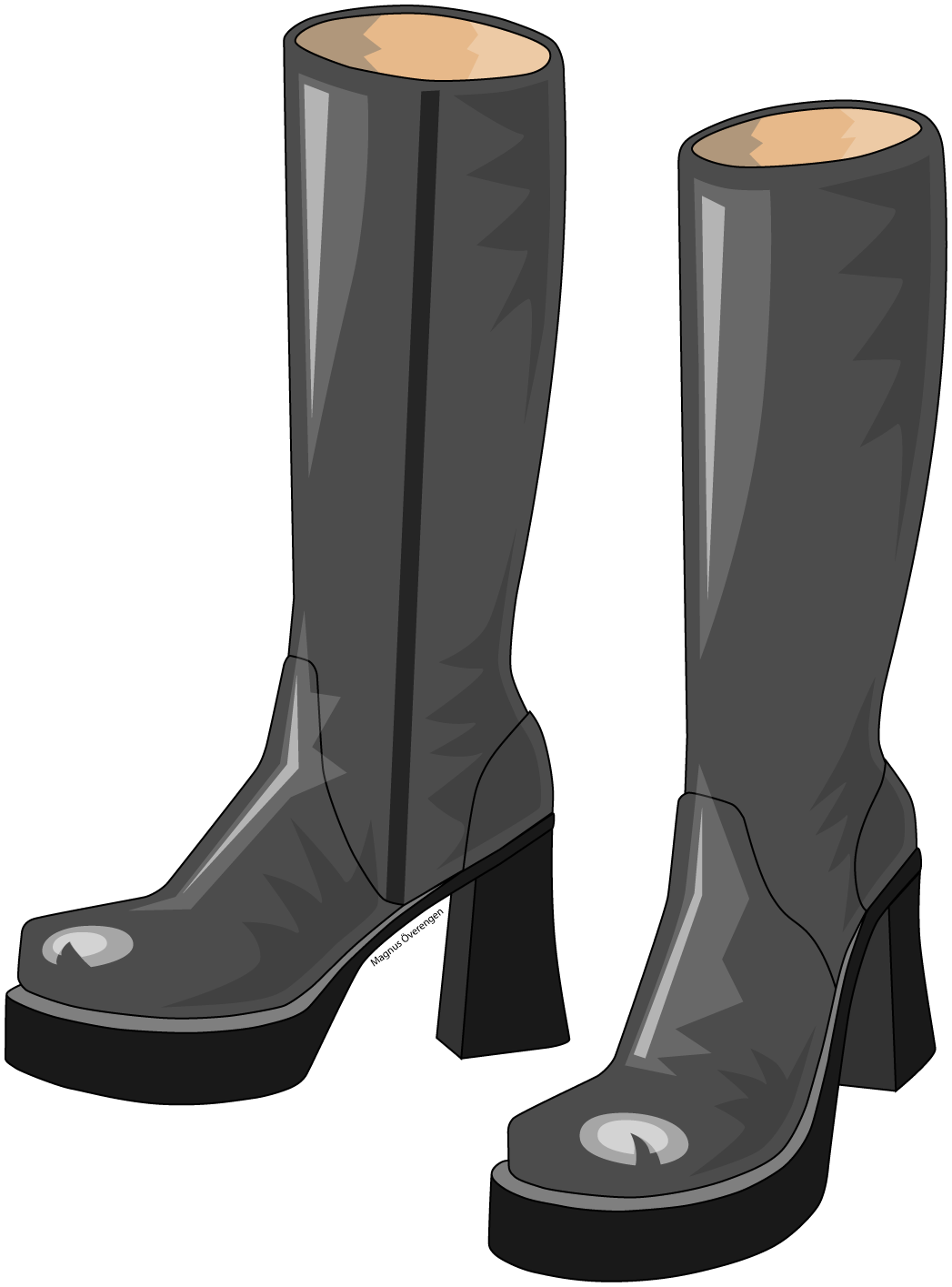
厚底靴
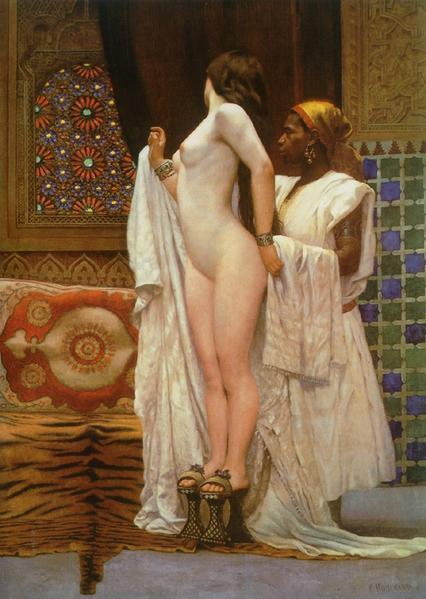
1894年畫作中的厚底鞋